# Летний Европейский юношеский Олимпийский фестиваль 2015
Летний Европейский юношеский Олимпийский фестиваль 2015 (англ. 2015 European Youth Summer Olympic Festival) — тринадцатые летние региональные международные комплексные спортивные соревнования в рамках Европейского юношеского Олимпийского фестиваля для молодых европейских спортсменов в возрасте от 12 до 18 лет. Мероприятие прошло с 26 июля по 1 августа 2015 года в столице Грузии Тбилиси.
В нём приняло участие более 3000 спортсменов в возрасте от 13 до 18 лет из 50 стран Европы.
В программу фестиваля вошли 9 видов спорта: баскетбол, гандбол, волейбол, дзюдо, легкая атлетика, плавание, спортивная гимнастика, велосипедный спорт, теннис.
Практически все объекты, включая Олимпийскую деревню, были построены специально для Фестиваля.
Официальным талисманом фестиваля стал фазан Пики (Paeky). Именно фазан является символом города-организатора соревнований Тбилиси и ассоциируется со стремительностью и скоростью. 
Победителем в общем зачёте стала сборная команда России, которая завоевала 17 золотых, 9 серебряных и 11 бронзовых медалей.